# Suzanne Mubarak
Suzanne Mubarak Embaixador(a) da boa vontade da FAO (em árabe: سوزان مبارك, Sūzān Mubārak; nascida em 28 de fevereiro de 1941) é a viúva do ex-presidente egípcio, Hosni Mubarak. Foi assim, primeira-dama do Egito de 1981 a 2011.
Descrita como uma mulher muito influente no Egito e ao seu marido, Suzanne Mubarak seria responsável pela designação de Ahmed Shafiq como primeiro-ministro em janeiro de 2011  durante os protestos populares em janeiro-fevereiro de 2011; quando o marido pediu renuncia da Presidência da República do Egito, ela o acompanhou na estância de Sharm el-Sheikh, onde o ex-casal presidencial possui uma segunda casa.
Seu marido, Hosni Mubarak faleceu em 25 de fevereiro de 2020, aos 91 anos de idade.

## Ligações Externas
- FAO Goodwill Ambassador Website
- Egypt's first ladies